# Стрибки у воду на Чемпіонаті світу з водних видів спорту 2022 — синхронний трамплін, 3 метри (жінки)
Змагання зі стрибків у воду з триметрового синхронного трампліна серед жінок жінки на Чемпіонаті світу з водних видів спорту 2022 відбулися 3 липня 2022 року.

## Результати
Попередній раунд розпочався 3 липня об 11:00 за місцевим часом. Фінал відбувся о 15:00 за місцевим часом.
Зеленим позначено фіналістів
| Місце | Країна          | Стрибуни                         | Попередній раунд | Попередній раунд | Фінал            | Фінал            |
| Місце | Країна          | Стрибуни                         | Очки             | Місце            | Очки             | Місце            |
| ----- | --------------- | -------------------------------- | ---------------- | ---------------- | ---------------- | ---------------- |
| 1     | Китай           | Чан Яні Чень Ївень               | 317.73           | 1                | 343.14           | 1                |
| 2     | Японія          | Рін Кането Мікамі Саяка          | 275.10           | 5                | 303.00           | 2                |
| 3     | Австралія       | Меддісон Кіні Анабель Сміт       | 287.04           | 2                | 294.12           | 3                |
| 4     | Німеччина       | Лена Гентшель Тіна Пунцель       | 282.87           | 3                | 282.99           | 4                |
| 5     | Канада          | Марґо Ерлам Мія Валле            | 282.60           | 4                | 282.90           | 5                |
| 6     | Малайзія        | Ин Яньї Нур Дабіта Сабрі         | 272.97           | 6                | 282.45           | 6                |
| 7     | США             | Брук Шульц Крістен Гейден        | 257.40           | 7                | 273.90           | 7                |
| 8     | Мексика         | Аранча Чавес Абріль Наварро      | 237.96           | 11               | 266.16           | 8                |
| 9     | Велика Британія | Десхарн Бент-Ешмел Емі Роллінсон | 247.80           | 10               | 248.40           | 9                |
| 10    | Бразилія        | Луана Ліра Анна Лусія Родрігес   | 248.40           | 9                | 245.94           | 10               |
| 11    | Колумбія        | Діана Пінеда Даніела Сапата      | 249.84           | 8                | 229.80           | 11               |
| 12    | Франція         | Жад Жиллє Наї Жіллє              | 198.30           | 12               | 228.45           | 12               |
| 13    | ПАР             | Ґрейс Браммер Керрі-Лей Моррісон | 190.20           | 13               | Завершили виступ | Завершили виступ |